# Послания Ивана Грозного Сигизмунду II Августу и Григорию Ходкевичу от имени бояр
Послания русского царя Ивана Грозного королю Польши Сигизмунду II Августу и литовскому гетману Григорию Ходкевичу от имени бояр Ивана Бельского, Ивана Мстиславского, Михаила Воротынского и Ивана Фёдорова были написаны в 1567 году. Это произошло после того, как в руки московских властей попали тайные грамоты короля и гетмана к этим боярам с предложением выдать царя во время похода.

## Список посланий
- Сигизмунду II Августу от имени И. Д. Бельского
- Григорию Ходкевичу от имени И. Д. Бельского
- Сигизмунду II Августу от имени И. Ф. Мстиславского
- Григорию Ходкевичу от имени И. Ф. Мстиславского
- Сигизмунду II Августу от имени М. И. Воротынского
- Григорию Ходкевичу от имени М. И. Воротынского
- Сигизмунду II Августу от имени И. П. Фёдорова
- Григорию Ходкевичу от имени И. П. Фёдорова